# Phidarian Mathis
Phidarian Mathis, detto Phil (Wisner, 26 aprile 1998), è un giocatore di football americano statunitense che milita nel ruolo di defensive tackle per i Washington Commanders della National Football League (NFL).

## Carriera

### Washington Commanders
Al college Mathis giocò a football ad Alabama, vincendo due campionati NCAA. Fu scelto nel corso del secondo giro (47º assoluto) del Draft NFL 2022 dai Washington Commanders. Nel suo debutto professionistico, nella settimana 1 contro i Jacksonville Jaguars, si ruppe il menisco del ginocchio sinistro, venendo inserito in lista infortunati per il resto della stagione.